# RPG-26
RPG-26（俄语：РПГ-26 “Аглень”；Аглень；英文：Aglen，意為：阿格倫；俄罗斯国防部火箭炮兵装备总局代號：／）是一款由前苏联（現在是俄罗斯）玄武岩设计局所研製及生產的72.5毫米一次射擊型火箭推進榴彈發射器，是RPG-22的改進型。同樣地，主要在短距離反坦克戰時使用，發射PG-26 HEAT火箭彈。

## 歷史
RPG-26是在RPG-22的基礎上改進設計而成，在1986年裝備部隊，於1992年10月在希臘雅典的第七屆防禦武器博覽會上首次展出，目前也用於出口。
與其他的火箭推進榴彈系列一樣，在蘇聯解體以後的軍火管理混亂期間，已經蔓延到世界各地的民兵和恐怖組織。

## 設計細節
RPG-26與RPG-22的最大區別是在於採用單筒式結構，發射筒兼作包裝筒，一次性使用（實際上與AT4有些類似）。發射筒由平紋玻璃纖維布浸塗樹酯卷製而成，兩端和中部有鋁製加強圈，上面裝有與RPG-22相同的簡易折疊式機械瞄具和發射、擊發機構，右側有背帶環和背帶組件。出廠時，發射筒預先裝好火箭破甲彈，兩端使用橡膠盂密封，並由鋼圈固定。發射、擊發機構由按鈕式扳機、扳機簧、擊發桿、擊發桿簧、導管、擊針組件等組成。平時後瞄準具П形板將扳機掩蓋起來，與帶拉環的橫向保險銷一起，作為貯存、運輸和攜行過程中的雙保險裝置，以確保使用安全。發射時，扣住拉環，撥出保險銷，豎起後瞄準具П型板，則擊發桿簧處於壓縮狀態，按壓扳機，即可射擊。從攜行狀態到戰鬥狀態的轉換時間只需6秒。除了機械瞄具，還可裝上放大2.5倍、視場12°的光学瞄准镜。
RPG-26發射PG-26（俄语：ПГ-26）72.5毫米破甲火箭彈，其彈頭採用了锥形装药結構，炸高約227毫米，它可以一擊貫穿大約440毫米的傳統軋壓均質裝甲，0.5米的磚牆或是1米的钢筋混凝土牆，比起破壞力不足以對付現代裝甲車輛的PG-18和PG-22更具威力。VP-26（俄语：ВП-26）壓電引信由頭部壓電機構和底部機構兩部分組成。該引信採用複式保險，具有較高的安全性。引信中的膛內點火機構、自炸雷管、慣性保險機構、隔離機構等都自成一體，裝入引信體各自的孔內。最大發火角為75°。發動機燃燒室用高強度鋁合金製成，高燃速推進劑採用毛刷式裝藥結構，藥管由彈性膠粘結在固藥板上，燃燒時間短。火箭彈飛離筒口時，折合刀型尾翼會展開並且提供靜穩定力矩並使彈微旋，以提高彈道穩定性。
RPG-26還有一種衍生型名為RShG-2，改用燃料空氣炸彈裝藥。其重量增至3.5公斤（7.72磅），有效射程降至115公尺（125.77码，377,3英尺）。此型号自1990年代起为中华人民共和国引进并采用。

## 使用國

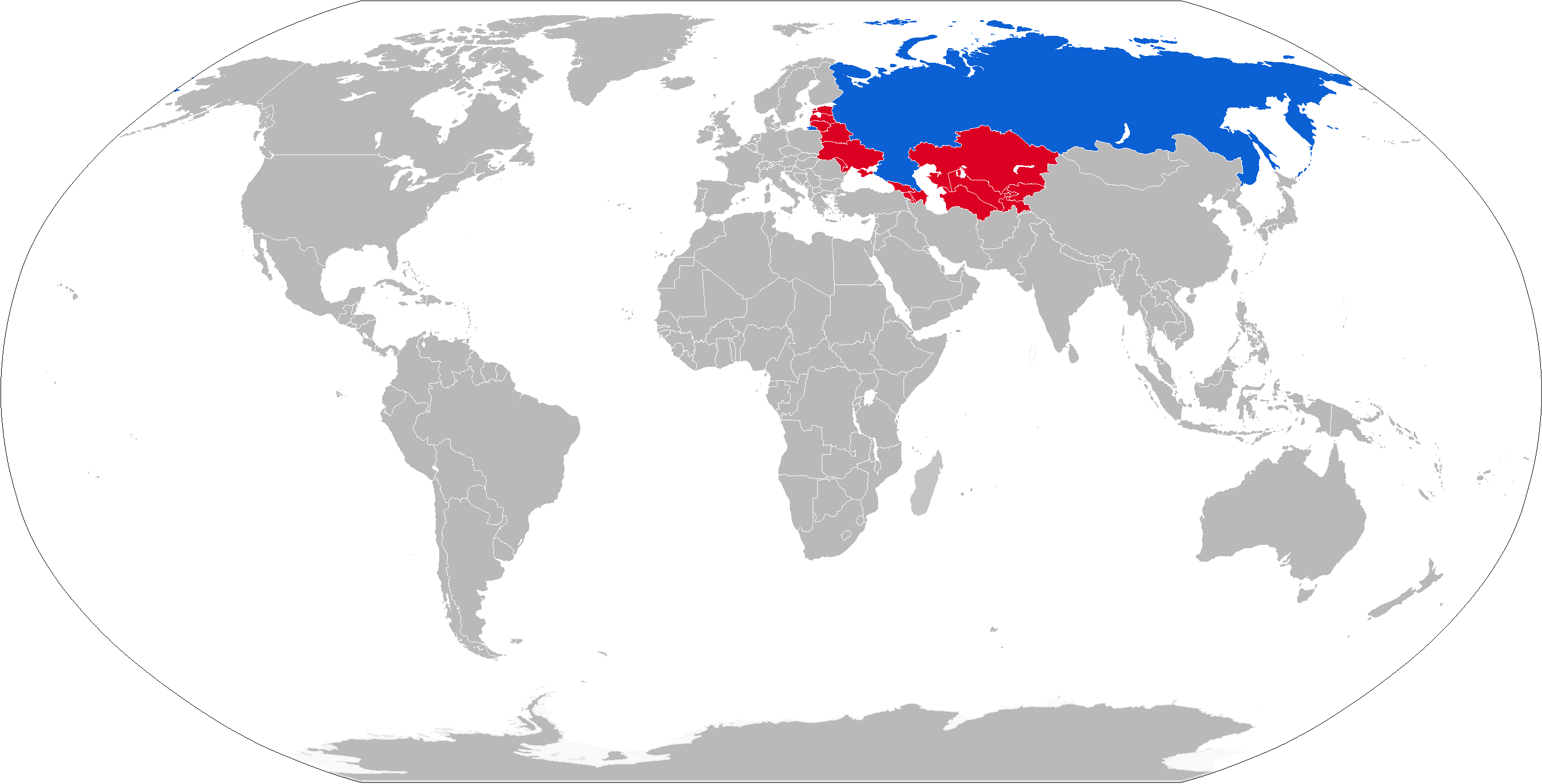
藍色為RPG-26的使用國，而紅色則是前使用國。

### 現在的使用國
- 亞美尼亞
- 白俄羅斯
- 中华人民共和国：使用RShG-2型。
- 约旦[3]
- 利比亞
  - 利比亞國民軍
- 摩尔多瓦
- 俄羅斯
- 德涅斯特河沿岸
- 乌克兰

### 過去的使用國
- 苏联

### 非國家團體
- 自由叙利亚军[4]

## 圖集

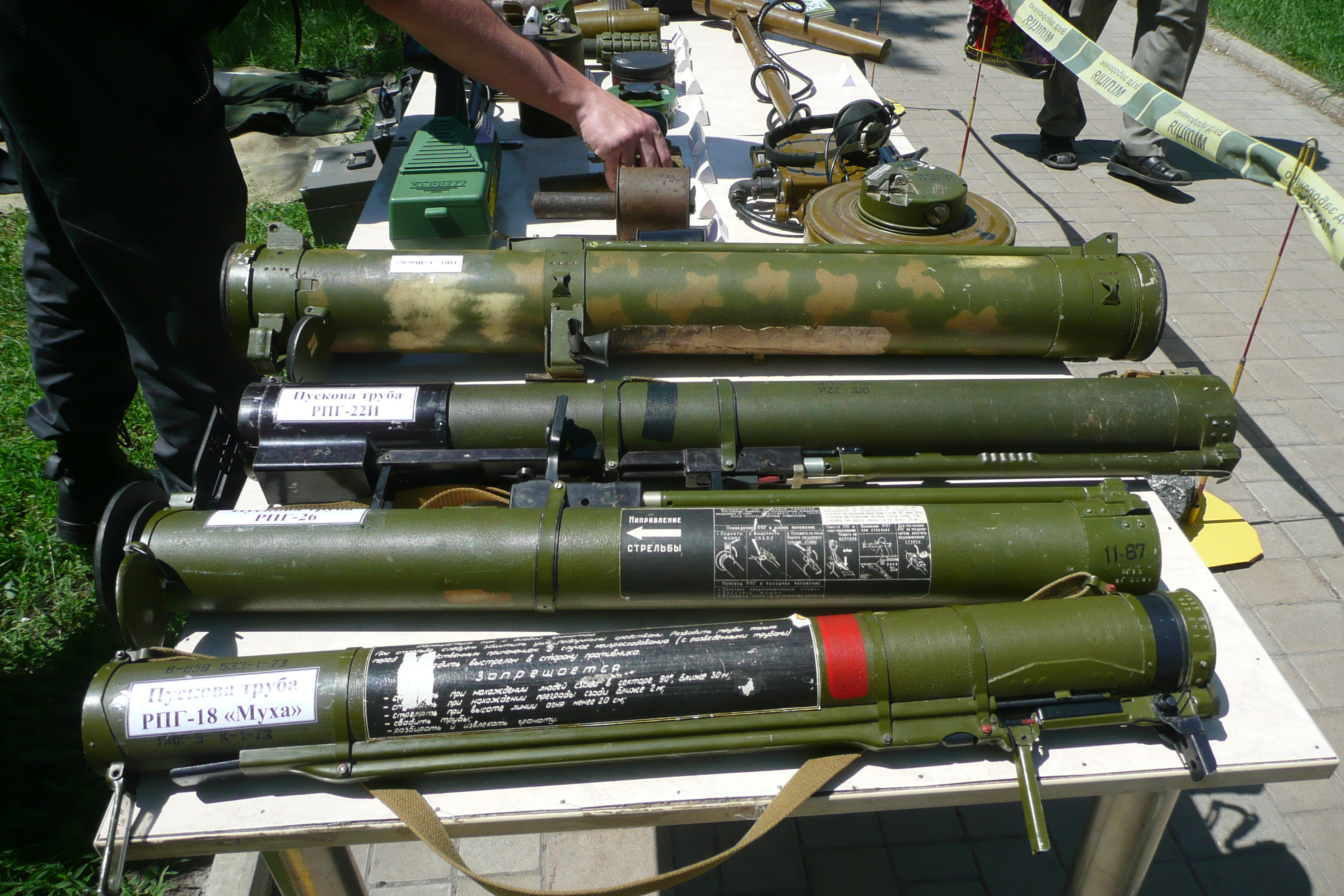
RPO-A大黃蜂火箭筒、RPG-22、RPG-26和RPG-18
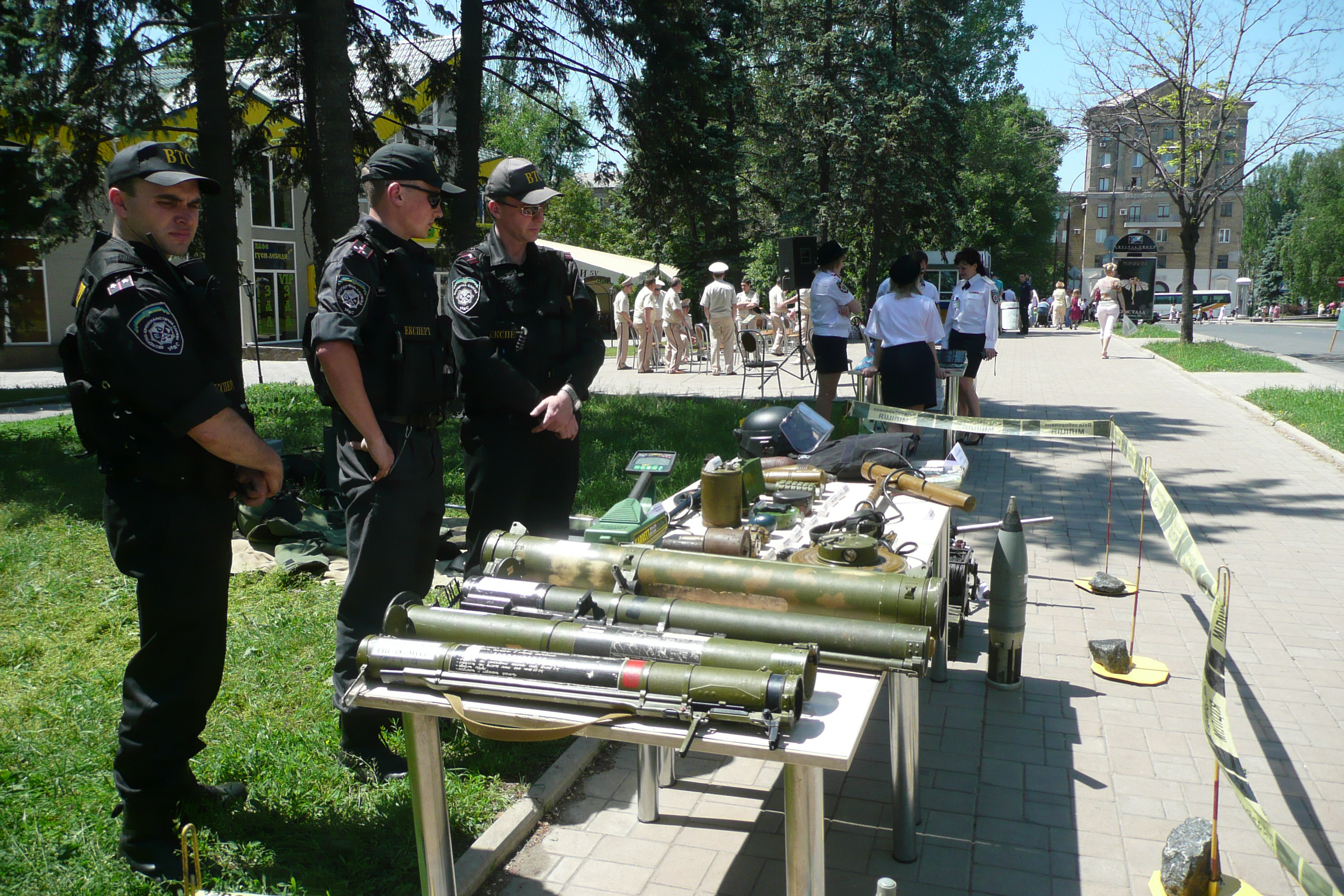
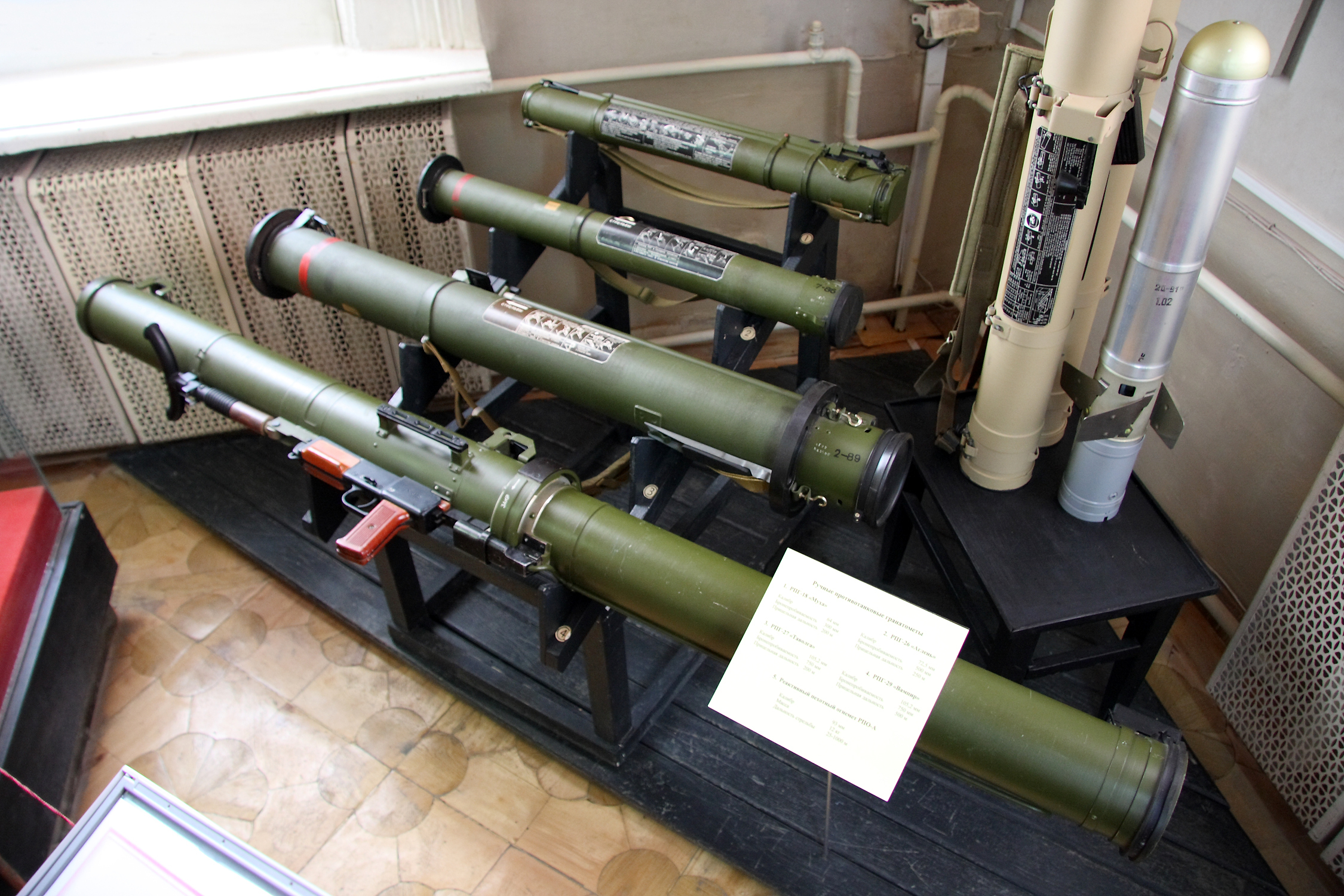
在圖拉國家武器博物館上展出的RPG-18、RPG-26、RPG-27、RPG-29和RPO-A大黃蜂火箭筒
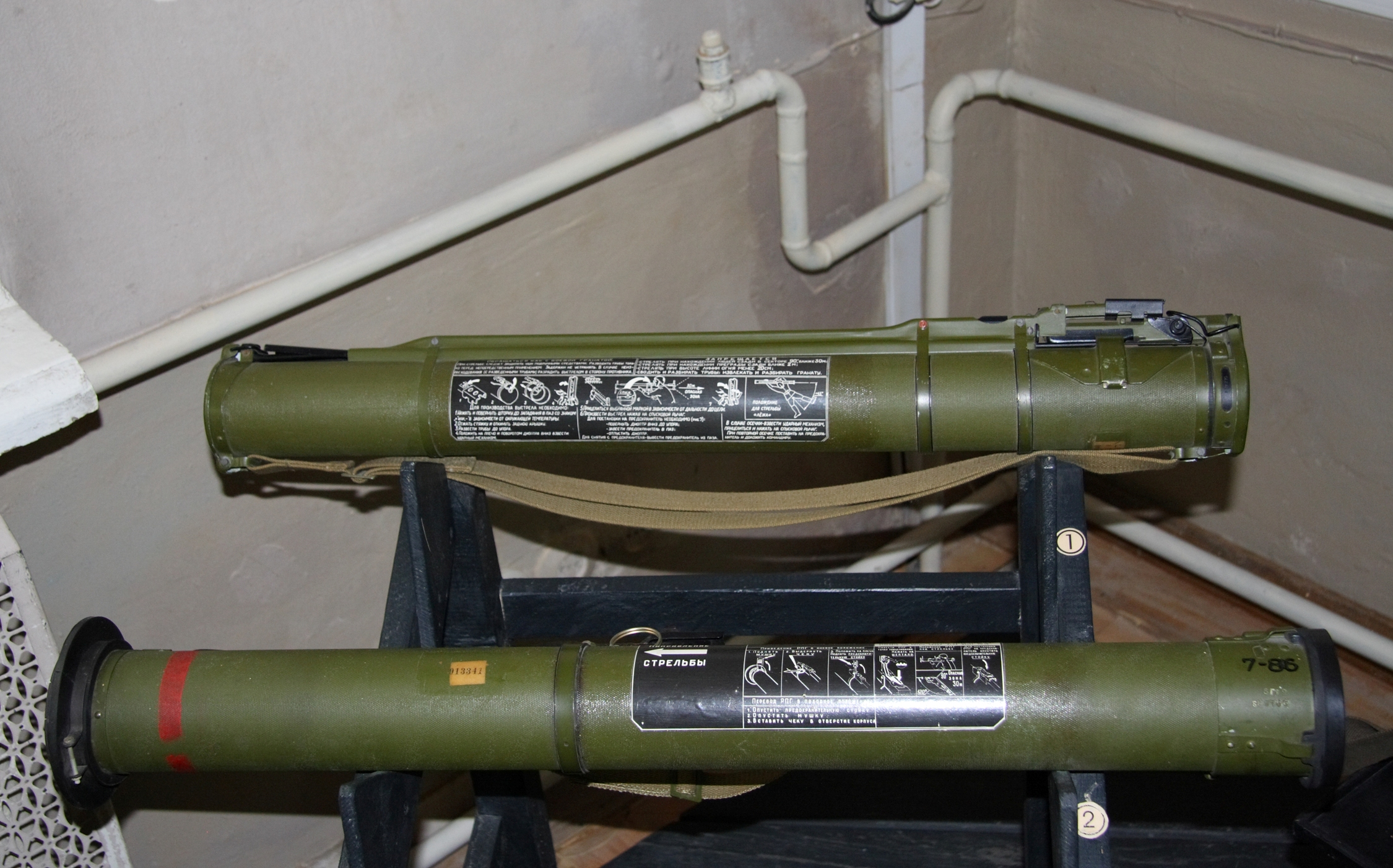
在圖拉國家武器博物館上展出的RPG-18和RPG-26

## 流行文化

### 電影
- 2002年—《反恐戰線》：由主角伊凡·葉爾馬科夫（Ivan Yermakov，阿列克謝·恰多夫飾演）所使用。
- 2012年—《穿越火線》：由俄軍士兵和格魯吉亞軍士兵所使用。
- 2016年—：出現在武器庫當中，後來由吉米（Jimmy，沙托·科普利飾演）摧毀敵方客貨車時所使用。

### 電子遊戲
- 2015年—《戰術小隊》：由俄羅斯陸軍所使用。

## 資料來源
1. ↑  РПГ，全寫：Ручной противотанковый гранатомёт，意為：反坦克榴彈發射器
2. ↑  .   [2013-01-05]. （原始内容存档于2010-01-07）.
3. ↑  The Military Balance 2004—2005.p.128
4. ↑  .   [2013-07-11]. （原始内容存档于2016-06-24）.

- Jones, Richard. Jane's Infantry Weapons 2005–06. Coulsdon: Jane's, 2005.  ISBN 0-7106-2694-0.

## 外部連結
- （英文）—Modern Firearms—RPG-26 antitank disposable grenade launcher / rocket-propelled grenade（页面存档备份，存于）
  - RShG-2 assault disposable grenade launcher / rocket-propelledgrenade
- （俄文）—MegaSword—Ручной противотанковый гранатомет РПГ-26 «Аглень»
- （俄文）—RPG-26 "Aglen"（页面存档备份，存于）
- （简体中文）—D Boy Gun World（槍炮世界）—RPG-26 火箭筒（页面存档备份，存于）
- （简体中文）—defenseonline.com.cn—前苏联RPG-26式72.5ｍｍ火箭筒